# Hypena proterortha
Hypena proterortha là một loài bướm đêm trong họ Erebidae.